# Jacobus Lautenbach
Jacobus Lautenbach (Duitsland (?) 1537 of 1538 - Leeuwarden, 17 maart 1611) was gerichtscholtus of gerechtsschout (president van het Krijgsgerecht) van het Friese-Nassause Regiment van 1592 tot 1605.
Jacobus (Jacob) Lautenbach werd vermoedelijk in Duitsland geboren.
Hij was gehuwd met Engeltje Willems Klotz (circa 1538 - 7 maart 1604 te Leeuwarden). Uit dit huwelijk kwamen vier kinderen. In oktober 1584 komt Lautenbach in Leeuwarden wonen.

## Leeuwarden
Waarschijnlijk komt hij in maart/april 1580 tezamen met Willem Lodewijk vanuit Arnhem in Leeuwarden aan. De komst van Willem Lodewijk aan het hoofd van de ruiterij (het Nassausche) had te maken met het verraad van Rennenberg in Groningen. Begin mei 1580 trok het Nassausche met andere troepen naar de stad Groningen om te helpen bij de belegering. De troepenmacht bestond uit 54 vendels en 1200 paarden. Deze actie bleef zonder resultaat: Groningen bleef nog jaren in Spaanse handen. Om de positie van de vijand in Groningen zoveel mogelijk te ondermijnen, trachtte Willem Lodewijk zoveel mogelijk schansen in Groningerland bezet te houden. Met wisselend succes. Zo wisten de Staatse troepen de schans Oterdum bij Delfzijl bezet te houden en hadden zodoende controle op het scheepsverkeer op de Eems. Daarnaast hadden ze regelmatig de schans De Opslag bij Kommerzijl in handen alsook de schans Niezijl bij Enumatil. Daarmee kon de verbinding over water naar zee voor de stad Groningen worden afgesloten. Lautenbach bezocht deze schansen als monstercommissaris.
In het jaar 1589 worden er negen personen ingeschreven in het 'Burgerboek' van de stad Leeuwarden. Als zevende persoon is hier Jacob van Luijtenbach ingeschreven.
Lautenbach was monstercommissaris (militair salarisadministrateur) en gerichtscholtus (president van het Krijgsgerecht) van het Friese-Nassause Regiment.

## Militaire rechtbank
In het jaar 1592 bezoekt Willem Lodewijk de vergadering van de Gedeputeerde Staten van Friesland en stelt Jacobus Lautenbach voor voor de functie van voorzitter van de militaire rechtbank (gerichtscholtus). De gedeputeerden reageren op deze voordracht aanvankelijk met een ijzig zwijgen, totdat een van hen, Abel Franckena, de aanval op Willem Lodewijk inzet; hij is helemaal niet bevoegd deze benoeming te doen. Gedeputeerde Staten moeten zeker deze benoeming goedkeuren en laten dan beslist de regel gelden dat bij gelijke bekwaamheid eerder een Fries dan een buitenlander wordt benoemd. Er ontstaat een hevig twistgesprek tussen Willem en gedeputeerden dat erop uitloopt dat Willem dreigt als stadhouder te zullen aftreden. Woedend verlaat hij de vergadering, luid roepend dat zijn paard al gezadeld klaar staat om te vertrekken. Na vertrek van Willem verklaren alle gedeputeerden dat ze het eens zijn met Abel Franckena. Willem heeft zich er weinig van aangetrokken en enkele maanden later is Jacobus Lautenbach al in functie als gerechtsholt.

## Ketterijen
Vier Leeuwarder predikanten, onder wie Johannes Bogerman, melden op 22 februari 1605 bij Gedeputeerde Staten dat ze Lautenbach van het Avondmaal hebben geweerd en willen dat Gedeputeerde Staten meewerken opdat Lautenbach zijn ketterijen afzweert (het socianisme (Faustus Socinus, 1539-1604)).

Dinsdag 26 maart benoemt Willem Lodewijk dr. Laurentius de Veno als president van het Krijgsgerecht.

In de nacht van 1 op 2 april 1605 verliet Jacob Leeuwarden en ging hij naar Ameland (toen een vrije heerlijkheid waar het geslacht Van Cammingha de scepter zwaait).

## Terugkeer en overlijden
In 1610 verlaat Lautenbach zijn ballingsoord en arriveert in de herfst, samen met zijn nicht Maria, in de stad Groningen en zal snel daarna zijn doorgereisd naar Leeuwarden.

Zijn vroegere collega Furmerius noteert op 21 maart 1611: 'Jacobus Lautenbach, voorheen president van het Krijgsgerecht, is, nadat hij een tijd lang de mening van de Italiaan Faustus Socinus over de goddelijke natuur van Christus gedeeld had, maar vervolgens na zijn berouw betuigd te hebben in de kerk teruggekeerd was, op zondag 17 gestorven en op donderdag 21 in de Grote Kerk begraven'.

Zijn grafschrift in de Jacobijnerkerk (Grote Kerk) luidt: 'Anno 1611 den 17 martii sterf d'eernfeste welgeleerden mr Jacob Lautenbach in tijden gerichtscholtus 's Vrieschen regiments out 73 jaren'.
Het familiewapen is van Lautenbach afkomstig.
Correspondentie[dode link] met Willem Lodewijk van Nassau-Dillenburg.